# Административно-территориальное деление Ульяновской области

## Административно-территориальное устройство
Согласно Уставу области и Закону «Об административно-территориальном устройстве Ульяновской области», субъект РФ включает следующие административно-территориальные единицы:
- 3 города областного значения (Димитровград, Новоульяновск, Ульяновск)
  - в состав Ульяновска входят 4 внутригородских района (Железнодорожный, Заволжский, Засвияжский, Ленинский)
- 21 административный район, в том числе:
  - 3 города районного значения (города с одним или с несколькими административно подчиненными ему населёнными пунктами),
  - 28 поселковых округов (рабочих посёлков (посёлков городского типа) с одним или с несколько административно подчиненными ему населёнными пунктами)
  - 112 сельских округов.

Административным центром Ульяновской области является город Ульяновск.

## Муниципальное устройство
В рамках муниципального устройства области, в границах административно-территориальных единиц Ульяновской области всего образовано 167 муниципальных образований (по состоянию на 1 января 2016 года):
- 3 городских округа,
- 21 муниципальный район, в том числе:
  - 31 городское поселение,
  - 112 сельских поселений.

Законом Ульяновской области № 043-ЗО от 13.07.2004 г. «О муниципальных образованиях Ульяновской области» были установлены границы (в виде картографического описания) и определен статус муниципальных образований.

## Районы и города областного значения (городские округа)
| №         | Флаг | Герб | Название                                      | Количество поселений | Населен- ные пункты | Площадь, км² | Население, чел., (2021 г.) | Плотность населения, чел./км² | Административный центр |
| --------- | ---- | ---- | --------------------------------------------- | -------------------- | ------------------- | ------------ | -------------------------- | ----------------------------- | ---------------------- |
| 1e-06     |      |      | Районы (муниципальные районы)                 |                      |                     |              |                            |                               |                        |
| 1         |      |      | Базарносызганский район                       | 5                    | 32                  | 825,23       | ↘7640                      | 9.26                          | пгт Базарный Сызган    |
| 2         |      |      | Барышский район                               | 9                    | 73                  | 2269,58      | ↘36 433                    | 16.05                         | город Барыш            |
| 3         |      |      | Вешкаймский район                             | 6                    | 36                  | 1435,50      | ↘15 103                    | 10.52                         | рп Вешкайма            |
| 4         |      |      | Инзенский район                               | 8                    | 67                  | 2020,15      | ↘26 980                    | 13.36                         | город Инза             |
| 5         |      |      | Карсунский район                              | 8                    | 45                  | 1768,60      | ↘20 361                    | 11.51                         | пгт Карсун             |
| 6         |      |      | Кузоватовский район                           | 6                    | 51                  | 2104,53      | ↘18 579                    | 8.83                          | пгт Кузоватово         |
| 7         |      |      | Майнский район                                | 7                    | 64                  | 2306,00      | ↘20 486                    | 8.88                          | пгт Майна              |
| 8         |      |      | Мелекесский район                             | 8                    | 55                  | 3472,30      | ↘28 611                    | 8.24                          | город Димитровград     |
| 9         |      |      | Николаевский район                            | 9                    | 59                  | 2084,27      | ↘22 121                    | 10.61                         | пгт Николаевка         |
| 10        |      |      | Новомалыклинский район                        | 5                    | 33                  | 971,00       | ↘11 199                    | 11.53                         | село Новая Малыкла     |
| 11        |      |      | Новоспасский район                            | 6                    | 42                  | 1301,10      | ↘20 616                    | 15.85                         | пгт Новоспасское       |
| 12        |      |      | Павловский район                              | 6                    | 28                  | 1017,60      | ↘12 164                    | 11.95                         | пгт Павловка           |
| 13        |      |      | Радищевский район                             | 5                    | 31                  | 1637,00      | ↘11 636                    | 7.11                          | пгт Радищево           |
| 14        |      |      | Сенгилеевский район                           | 6                    | 31                  | 1349,03      | ↘18 664                    | 13.84                         | город Сенгилей         |
| 15        |      |      | Старокулаткинский район                       | 5                    | 23                  | 1180,00      | ↘10 161                    | 8.61                          | пгт Старая Кулатка     |
| 16        |      |      | Старомайнский район                           | 7                    | 40                  | 2044,10      | ↘14 258                    | 6.98                          | пгт Старая Майна       |
| 17        |      |      | Сурский район                                 | 7                    | 62                  | 1680,70      | ↘15 109                    | 8.99                          | рп Сурское             |
| 18        |      |      | Тереньгульский район                          | 6                    | 44                  | 1756,30      | ↘15 168                    | 8.64                          | пгт Тереньга           |
| 19        |      |      | Ульяновский район                             | 6                    | 54                  | 1273,00      | ↘34 505                    | 27.11                         | рп Ишеевка             |
| 20        |      |      | Цильнинский район                             | 8                    | 55                  | 1293,00      | ↘22 718                    | 17.57                         | село Большое Нагаткино |
| 21        |      |      | Чердаклинский район                           | 10                   | 43                  | 2442,30      | ↘38 645                    | 15.82                         | рп Чердаклы            |
| 21.000002 |      |      | Города областного значения (городские округа) |                      |                     |              |                            |                               |                        |
| 22        |      |      | город Ульяновск                               | —                    | 31                  | 628,96       | ↗633 484                   | 1007.19                       | город Ульяновск        |
| 23        |      |      | город Димитровград                            | —                    | 1                   | 103,00       | ↘108 804                   | 1056.35                       | город Димитровград     |
| 24        |      |      | город Новоульяновск                           | —                    | 6                   | 253,67       | ↘16 618                    | 65.51                         | город Новоульяновск    |
| 24.000003 |      |      |                                               |                      |                     |              |                            |                               |                        |
| 24.000004 |      |      | всего                                         | 143                  | 1006                | 37 216,92    | ↘1 165 334                 | 31.31                         |                        |

## Города, поселковые и сельские округа (городские и сельские поселения)
Административно-территориальным единицам город районного значения и поселковый округ соответствуют муниципальные образования со статусом городского поселения. Административно-территориальным единицам сельский округ соответствуют муниципальные образования со статусом сельского поселения.
Административно-территориальные единицы указаны в скобках.

### Базарносызганский район
Административный центр — посёлок Базарный Сызган
- Базарносызганское городское поселение (Базарносызганский поселковый округ)

- Должниковское сельское поселение (сельский округ)
- Лапшаурское сельское поселение (сельский округ)
- Папузинское сельское поселение (сельский округ)
- Сосновоборское сельское поселение (сельский округ)

### Барышский район
Административный центр — город Барыш
- Барышское городское поселение (город районного значения Барыш)
- Жадовское городское поселение (Жадовский поселковый округ)
- Измайловское городское поселение (Измайловский поселковый округ)
- Ленинское городское поселение (Ленинский поселковый округ)
- Старотимошкинское городское поселение (Старотимошкинский поселковый округ)

- Живайкинское сельское поселение (сельский округ)
- Земляничненское сельское поселение (сельский округ)
- Малохомутёрское сельское поселение (сельский округ)
- Поливановское сельское поселение (сельский округ)

### Вешкаймский район
Административный центр — посёлок городского типа Вешкайма
- Вешкаймское городское поселение (Вешкаймский поселковый округ)
- Чуфаровское городское поселение (Чуфаровский поселковый округ)

- Бекетовское сельское поселение (сельский округ)
- Ермоловское сельское поселение (сельский округ)
- Каргинское сельское поселение (сельский округ)
- Стемасское сельское поселение (сельский округ)

### Инзенский район
Административный центр — город Инза
- Глотовское городское поселение (Глотовский поселковый округ)
- Инзенское городское поселение (город районного значения Инза)

- Валгусское сельское поселение (сельский округ)
- Коржевское сельское поселение (сельский округ)
- Оськинское сельское поселение (сельский округ)
- Сюксюмское сельское поселение (сельский округ)
- Труслейское сельское поселение (сельский округ)
- Черёмушкинское сельское поселение (сельский округ)

### Карсунский район
Административный центр — посёлок городского типа Карсун
- Карсунское городское поселение (Карсунский поселковый округ)
- Языковское городское поселение (Языковский поселковый округ)

- Большепоселковское сельское поселение (сельский округ)
- Вальдиватское сельское поселение (сельский округ)
- Горенское сельское поселение (сельский округ)
- Новопогореловское сельское поселение (сельский округ)
- Сосновское сельское поселение (сельский округ)
- Урено-Карлинское сельское поселение (сельский округ)

### Кузоватовский район
Административный центр — посёлок городского типа Кузоватово
- Кузоватовское городское поселение (Кузоватовский поселковый округ)

- Безводовское сельское поселение (сельский округ)
- Еделевское сельское поселение (сельский округ)
- Коромысловское сельское поселение (сельский округ)
- Лесоматюнинское сельское поселение (сельский округ)
- Спешнёвское сельское поселение (сельский округ)

### Майнский район
Административный центр — посёлок городского типа Майна
- Игнатовское городское поселение (Игнатовский поселковый округ)
- Майнское городское поселение (Майнский поселковый округ)

- Анненковское сельское поселение (сельский округ)
- Выровское сельское поселение (сельский округ)
- Гимовское сельское поселение (сельский округ)
- Старомаклаушинское сельское поселение (сельский округ)
- Тагайское сельское поселение (сельский округ)

### Мелекесский район
Административный центр — город Димитровград
- Мулловское городское поселение (Мулловский поселковый округ)
- Новомайнское городское поселение (Новомайнский поселковый округ)

- Лебяжинское сельское поселение (сельский округ)
- Николочеремшанское сельское поселение (сельский округ)
- Новосёлкинское сельское поселение (сельский округ)
- Рязановское сельское поселение (сельский округ)
- Старосахчинское сельское поселение (сельский округ)
- Тиинское сельское поселение (сельский округ)

### Николаевский район
Административный центр — посёлок городского типа Николаевка
- Николаевское городское поселение (Николаевский поселковый округ)

- Барановское сельское поселение (сельский округ)
- Головинское сельское поселение (сельский округ)
- Дубровское сельское поселение (сельский округ)
- Канадейское сельское поселение (сельский округ)
- Никулинское сельское поселение (сельский округ)
- Поспеловское сельское поселение (сельский округ)
- Славкинское сельское поселение (сельский округ)
- Сухотерешанское сельское поселение (сельский округ)

### Новомалыклинский район
Административный центр — село Новая Малыкла
- Высококолковское сельское поселение (сельский округ)
- Новомалыклинское сельское поселение (сельский округ)
- Новочеремшанское сельское поселение (сельский округ)
- Среднесантимирское сельское поселение (сельский округ)
- Среднеякушкинское сельское поселение (сельский округ)

### Новоспасский район
Административный центр — посёлок городского типа Новоспасское
- Новоспасское городское поселение (Новоспасский поселковый округ)

- Коптевское сельское поселение (сельский округ)
- Красносельское сельское поселение (сельский округ)
- Садовское сельское поселение (сельский округ)
- Троицкосунгурское сельское поселение (сельский округ)
- Фабричновыселковское сельское поселение (сельский округ)

### Павловский район
Административный центр — посёлок городского типа Павловка
- Павловское городское поселение (Павловский поселковый округ)

- Баклушинское сельское поселение (сельский округ)
- Пичеурское сельское поселение (сельский округ)
- Холстовское сельское поселение (сельский округ)
- Шаховское сельское поселение (сельский округ)
- Шмалакское сельское поселение (сельский округ)

### Радищевский район
Административный центр — посёлок городского типа Радищево
- Радищевское городское поселение (Радищевский поселковый округ)

- Дмитриевское сельское поселение (сельский округ)
- Калиновское сельское поселение (сельский округ)
- Октябрьское сельское поселение (сельский округ)
- Ореховское сельское поселение (сельский округ)

### Сенгилеевский район
Административный центр — город Сенгилей
- Красногуляевское городское поселение (Красногуляевский поселковый округ)
- Сенгилеевское городское поселение (город районного значения Сенгилей)
- Силикатненское городское поселение (Силикатненский поселковый округ)

- Елаурское сельское поселение (сельский округ)
- Новослободское сельское поселение (сельский округ)
- Тушнинское сельское поселение (сельский округ)

### Старокулаткинский район
Административный центр — посёлок Старая Кулатка
- Старокулаткинское городское поселение (Старокулаткинский поселковый округ)

- Зелёновское сельское поселение (сельский округ)
- Мостякское сельское поселение (сельский округ)
- Староатлашское сельское поселение (сельский округ)
- Терешанское сельское поселение (сельский округ)

### Старомайнский район
Административный центр — посёлок Старая Майна
- Старомайнское городское поселение (Старомайнский поселковый округ)

- Жедяевское сельское поселение (сельский округ)
- Кандалинское сельское поселение (сельский округ)
- Краснореченское сельское поселение (сельский округ)
- Матвеевское сельское поселение (сельский округ)
- Прибрежненское сельское поселение (сельский округ)
- Урайкинское сельское поселение (сельский округ)

### Сурский район
Административный центр — посёлок городского типа Сурское
- Сурское городское поселение (Сурский поселковый округ)

- Астрадамовское сельское поселение (сельский округ)
- Лавинское сельское поселение (сельский округ)
- Никитинское сельское поселение (сельский округ)
- Сарское сельское поселение (сельский округ)
- Хмелёвское сельское поселение (сельский округ)
- Чеботаевское сельское поселение (сельский округ)

### Тереньгульский район
Административный центр — посёлок Тереньга
- Тереньгульское городское поселение (Тереньгульский поселковый округ)

- Белогорское сельское поселение (сельский округ)
- Красноборское сельское поселение (сельский округ)
- Михайловское сельское поселение (сельский округ)
- Подкуровское сельское поселение (сельский округ)
- Ясашноташлинское сельское поселение (сельский округ)

### Ульяновский район
Административный центр — посёлок Ишеевка
- Ишеевское городское поселение (Ишеевский поселковый округ)

- Большеключищенское сельское поселение (сельский округ)
- Тетюшское сельское поселение (сельский округ)
- Зеленорощинское сельское поселение (сельский округ)
- Ундоровское сельское поселение (сельский округ)
- Тимирязевское сельское поселение (сельский округ)

### Цильнинский район
Административный центр — село Большое Нагаткино
- Цильнинское городское поселение (Цильнинский поселковый округ)

- Алгашинское сельское поселение (сельский округ)
- Анненковское сельское поселение (сельский округ)
- Большенагаткинское сельское поселение (сельский округ)
- Елховоозёрское сельское поселение (сельский округ)
- Мокробугурнинское сельское поселение (сельский округ)
- Новоникулинское сельское поселение (сельский округ)
- Тимерсянское сельское поселение (сельский округ)

### Чердаклинский район
Административный центр — посёлок городского типа Чердаклы
- Чердаклинское городское поселение (Чердаклинский поселковый округ)

- Белоярское сельское поселение (сельский округ)
- Богдашкинское сельское поселение (сельский округ)
- Бряндинское сельское поселение (сельский округ)
- Калмаюрское сельское поселение (сельский округ)
- Красноярское сельское поселение (сельский округ)
- Крестовогородищенское сельское поселение (сельский округ)
- Мирновское сельское поселение (сельский округ)
- Озёрское сельское поселение (сельский округ)
- Октябрьское сельское поселение (сельский округ)

## История
В 1943 году в момент образования Ульяновской области она включала 26 районов: Астрадамовский, Базарно-Сызганский, Барановский, Барышский, Богдашкинский, Вешкаймский, Инзенский, Карсунский, Кузоватовский, Майнский, Малокандалинский, Мелекесский, Николаевский, Николо-Черемшанский, Новомалыклинский, Новоспасский, Павловский, Радищевский, Сенгилеевский, Старокулаткинский, Старомайнский, Сурский, Тагайский, Теренгульский, Ульяновский, Чердаклинский, а также города областного подчинения Ульяновск и Мелекесс.
14 декабря 1943 года были образованы Жадовский и Ишеевский районы. 11 февраля 1944 года был образован Тиинский район. 12 марта 1946 года был образован Игнатовский район.
16 октября 1956 года были упразднены Базарно-Сызганский, Барановский, Жадовский, Игнатовский, Ишеевский, Малокандалинский, Николо-Черемшанский, Тагайский и Тиинский районы.
22 октября 1960 года был упразднён Астрадамовский район.
В ходе реформы административно-территориального деления 1 февраля 1963 года в Ульяновской области была введена новая сеть районов. К сельским районам были отнесены Барышский, Инзенский, Карсунский, Майнский, Мелекесский, Николаевский, Новоспасский, Теренгульский, Ульяновский и Чердаклинский; к промышленным районам — Инзенский и Сенгилеевский. Город Барыш получил статус города областного подчинения.
4 марта 1964 года были образованы Старокулаткинский и Сурский сельские районы.
21 ноября 1964 года сельские районы были преобразованы в «обычные» районы, а промышленные районы были упразднены. 12 января 1965 года были образованы Кузоватовский, Новомалыклинский, Павловский, Радищевский, Сенгилеевский и Старомайнский районы. Город областного подчинения Барыш переведён в районное подчинение. 3 ноября 1965 годы были образованы Вешкайминский и Цильнинский районы.
15 июня 1972 года город Мелекесс был переименован в Димитровград. 6 ноября 1975 года город Барыш получил статус города областного подчинения.
В 1989 году образован Базарносызганский район.